# .ge
.ge (Georgia) é o código TLD (ccTLD) na Internet para a Geórgia.